# DBU Pokalen 2016-17
DBU Pokalen 2016-17 er den 63. udgave af DBU Pokalen. Finalen bliver spillet i Parken Kristi Himmelfartsdag d. 25. maj 2017.
Vinderen vil træde ind i Europa League, 2. kvalifikationsrunde. Hvis vinderen samtidig bliver dansk mester, kvalificerer klubben sig imidlertid til UEFA Champions League-kvalifikation i stedet. Pokalvinderens plads vil i stedet tilfalde nummer 2 i Superligaen.

## Deltagere
107 hold er med i DBU Pokalen. Alle divisionshold fra sæsonen 2015-16 er automatisk med i pokalturneringen, mens tilmeldte seriehold spillede kvalifikationskampe for at komme med. FC Vestsjælland deltager ikke i pokalturneringen, da klubben er gået konkurs.
Det seriehold fra sæsonen 2015-16, som når længst, får 100.000 kr. Når flere seriehold lige langt, fordeles pengene ligeligt. Denne sæson var det Kjellerup, der nåede længst, da de nåde 1/8-finalerne. Kjellerup spillede sidste sæson i Danmarksserien.

### Alka Superligaen
| Klub            | Træder ind i | Slået ud i     | Slået ud af    |
| --------------- | ------------ | -------------- | -------------- |
| AC Horsens      | 1. runde     | 4. runde       | AGF            |
| AGF             | 2. runde     | Kvartfinaler   | FC København   |
| Brøndby         | 3. runde     | Finale, taber  |                |
| Esbjerg         | 1. runde     | 3. runde       | B93            |
| FC København    | 3. runde     | Finale, vinder |                |
| FC Midtjylland  | 3. runde     | Semifinaler    | Brøndby        |
| FC Nordsjælland | 2. runde     | 3. runde       | Næstved        |
| Lyngby          | 2. runde     | 3. runde       | Kjellerup      |
| OB              | 2. runde     | 3. runde       | Vendsyssel FF  |
| Randers FC      | 2. runde     | Kvartfinaler   | Brøndby        |
| Silkeborg       | 2. runde     | 4. runde       | AaB            |
| SønderjyskE     | 3. runde     | 4. runde       | Randers FC     |
| Viborg          | 2. runde     | 3. runde       | HB Køge        |
| AaB             | 2. runde     | Kvartfinaler   | FC Midtjylland |

### NordicBet Liga
| Klub          | Træder ind i | Slået ud i   | Slået ud af    |
| ------------- | ------------ | ------------ | -------------- |
| AB            | 1. runde     | 3. runde     | Marienlyst     |
| FC Fredericia | 1. runde     | 3. runde     | FC Roskilde    |
| FC Helsingør  | 1. runde     | 3. runde     | AC Horsens     |
| FC Roskilde   | 1. runde     | 4. runde     | Næstved        |
| Fremad Amager | 1. runde     | 3. runde     | FC Midtjylland |
| HB Køge       | 1. runde     | 4. runde     | Vendsyssel FF  |
| Hobro         | 1. runde     | 2. runde     | Vendsyssel FF  |
| Nykøbing FC   | 1. runde     | 2. runde     | Næstved        |
| Næstved       | 1. runde     | Kvartfinaler | Vendsyssel FF  |
| Skive         | 1. runde     | 3. runde     | Silkeborg      |
| Vejle         | 1. runde     | 2. runde     | OB             |
| Vendsyssel FF | 1. runde     | Semifinaler  | FC København   |

### 2. division
| Klub          | Liga 2016-17 | Træder ind i | Slået ud i | Slået ud af    |
| ------------- | ------------ | ------------ | ---------- | -------------- |
| Avarta        | Pulje 1      | 1. runde     | 1. runde   | Fremad Amager  |
| B93           | Pulje 1      | 1. runde     | 4. runde   | FC København   |
| Brabrand      | Pulje 3      | 1. runde     | 2. runde   | FC Fredericia  |
| Brønshøj      | Pulje 1      | 1. runde     | 1. runde   | Frederiksværk  |
| Dalum         | Pulje 2      | 1. runde     | 2. runde   | Holbæk         |
| FC Svendborg  | Pulje 2      | 1. runde     | 1. runde   | FC Fredericia  |
| Fredensborg   | Pulje 1      | 1. runde     | 2. runde   | FC Helsingør   |
| Frem          | Pulje 1      | 1. runde     | 3. runde   | Brøndby        |
| HIK           | Pulje 1      | 1. runde     | 3. runde   | Randers FC     |
| Holbæk        | Pulje 1      | 1. runde     | 3. runde   | AGF            |
| Hvidovre      | Pulje 1      | 1. runde     | 3. runde   | SønderjyskE    |
| Jammerbugt FC | Pulje 3      | 1. runde     | 3. runde   | FC København   |
| Kjellerup     | Pulje 3      | 1. runde     | 4. runde   | FC Midtjylland |
| Kolding IF    | Pulje 2      | 1. runde     | 2. runde   | VSK Aarhus     |
| Marienlyst    | Pulje 2      | 1. runde     | 4. runde   | Brøndby        |
| Middelfart    | Pulje 2      | 1. runde     | 1. runde   | Esbjerg        |
| Næsby         | Pulje 2      | 1. runde     | 1. runde   | OKS            |
| Odder         | Pulje 3      | 1. runde     | 2. runde   | Kjellerup      |
| Thisted       | Pulje 3      | 1. runde     | 1. runde   | Aalborg Freja  |
| VSK Aarhus    | Pulje 3      | 1. runde     | 3. runde   | AaB            |
| Aarhus Fremad | Pulje 3      | 1. runde     | 1. runde   | VSK Aarhus     |

### Seriehold, Bornholm
| Klub        | Liga 2016-17     | Træder ind i | Slået ud i | Slået ud af |
| ----------- | ---------------- | ------------ | ---------- | ----------- |
| NB Bornholm | Københavnsserien | 1. runde     | 2. runde   | Frem        |

### Seriehold, Fyn
| Klub           | Liga 2016-17   | Træder ind i | Slået ud i | Slået ud af |
| -------------- | -------------- | ------------ | ---------- | ----------- |
| B1909          | Albaniserien   | 1. runde     | 2. runde   | Skive       |
| B1913          | Danmarksserien | 1. runde     | 1. runde   | Kolding IF  |
| Flemløse/Hårby | Serie 1        | 1. runde     | 2. runde   | Esbjerg     |
| Marstal/Rise   | Albaniserien   | 1. runde     | 1. runde   | Varde       |
| Morud          | Albaniserien   | 1. runde     | 1. runde   | Otterup     |
| Nr. Aaby       | Serie 1        | 1. runde     | 1. runde   | Dalum       |
| OKS            | Albaniserien   | 1. runde     | 2. runde   | Viborg      |
| Otterup        | Albaniserien   | 1. runde     | 2. runde   | Hvidovre    |
| Aarslev        | Albaniserien   | 1. runde     | 1. runde   | Marienlyst  |

### Seriehold, Jylland
| Klub             | Liga 2016-17   | Træder ind i | Slået ud i | Slået ud af    |
| ---------------- | -------------- | ------------ | ---------- | -------------- |
| Birkelse         | Jyllandsserien | 1. runde     | 1. runde   | Vendsyssel FF  |
| Brædstrup        | Jyllandsserien | 1. runde     | 1. runde   | Lystrup        |
| Christiansbjerg  | Serie 1        | 1. runde     | 1. runde   | Kjellerup      |
| FC Skanderborg   | Danmarksserien | 1. runde     | 1. runde   | Aabyhøj        |
| FC Sønderborg    | Danmarksserien | 1. runde     | 1. runde   | B1909          |
| Holstebro        | Danmarksserien | 1. runde     | 1. runde   | Lyseng         |
| IF Skjold Sæby   | Danmarksserien | 1. runde     | 1. runde   | Nørresundby    |
| Lyseng           | Danmarksserien | 1. runde     | 2. runde   | AC Horsens     |
| Lystrup          | Danmarksserien | 1. runde     | 2. runde   | Randers FC     |
| Løgstør          | Jyllandsserien | 1. runde     | 1. runde   | Skive          |
| NUBI             | Serie 2        | 1. runde     | 1. runde   | Jammerbugt FC  |
| Nørresundby      | Jyllandsserien | 1. runde     | 2. runde   | AaB            |
| Ringkøbing       | Danmarksserien | 1. runde     | 1. runde   | Hobro          |
| Silkeborg KFUM   | Serie 1        | 1. runde     | 1. runde   | Brabrand       |
| Sædding/Guldager | Jyllandsserien | 1. runde     | 1. runde   | Flemløse/Hårby |
| Tarm             | Serie 1        | 1. runde     | 1. runde   | AC Horsens     |
| Tjæreborg        | Serie 1        | 1. runde     | 1. runde   | Vejle          |
| Varde            | Danmarksserien | 1. runde     | 2. runde   | Jammerbugt FC  |
| Vatanspor        | Danmarksserien | 1. runde     | 1. runde   | Odder          |
| Aabyhøj          | Jyllandsserien | 1. runde     | 2. runde   | Silkeborg      |
| Aalborg Freja    | Jyllandsserien | 1. runde     | 2. runde   | AGF            |

### Seriehold, København
| Klub            | Liga 2016-17     | Træder ind i | Slået ud i | Slået ud af        |
| --------------- | ---------------- | ------------ | ---------- | ------------------ |
| AB Tårnby       | Danmarksserien   | 1. runde     | 1. runde   | B93                |
| B1908           | Danmarksserien   | 1. runde     | 2. runde   | Marienlyst         |
| CSC             | Serie 1          | 1. runde     | 1. runde   | FC Helsingør       |
| FC Græsrødderne | Serie 3          | 1. runde     | 1. runde   | AB                 |
| Fremad Valby    | Danmarksserien   | 1. runde     | 1. runde   | Tårnby FF          |
| GVI             | Danmarksserien   | 1. runde     | 1. runde   | HIK                |
| IF Føroyar      | Serie 1          | 1. runde     | 1. runde   | VB 1968            |
| Jægersborg      | Danmarksserien   | 1. runde     | 1. runde   | IF Skjold Birkerød |
| Skovshoved      | Danmarksserien   | 1. runde     | 2. runde   | FC Roskilde        |
| Tårnby FF       | Københavnsserien | 1. runde     | 2. runde   | FC Nordsjælland    |
| Vanløse         | Danmarksserien   | 1. runde     | 1. runde   | Frem               |

### Seriehold, Lolland-Falster
| Klub              | Liga 2016-17          | Træder ind i | Slået ud i | Slået ud af       |
| ----------------- | --------------------- | ------------ | ---------- | ----------------- |
| Døllefjelde-Musse | Sjællandsserien       | 1. runde     | 2. runde   | HB Køge           |
| FC Nakskov        | Lolland-Falsterserien | 1. runde     | 1. runde   | Holbæk            |
| Horslunde         | Lolland-Falsterserien | 1. runde     | 1. runde   | Døllefjelde-Musse |
| Maribo            | Lolland-Falsterserien | 1. runde     | 1. runde   | FC Roskilde       |

### Seriehold, Sjælland
| Klub               | Liga 2016-17    | Træder ind i | Slået ud i | Slået ud af   |
| ------------------ | --------------- | ------------ | ---------- | ------------- |
| Avedøre            | Danmarksserien  | 1. runde     | 1. runde   | B1908         |
| Ballerup-Skovlunde | Sjællandsserien | 1. runde     | 1. runde   | Skovshoved    |
| Frederiksværk      | Serie 2         | 1. runde     | 2. runde   | Lyngby        |
| Herlev             | Danmarksserien  | 1. runde     | 1. runde   | Hvidovre      |
| Herlufsholm        | Danmarksserien  | 1. runde     | 1. runde   | Nykøbing FC   |
| IF Skjold Birkerød | Sjællandsserien | 1. runde     | 2. runde   | HIK           |
| Jyderup            | Serie 2         | 1. runde     | 1. runde   | KFUM Roskilde |
| Karlslunde         | Danmarksserien  | 1. runde     | 1. runde   | HB Køge       |
| KFUM Roskilde      | Danmarksserien  | 1. runde     | 2. runde   | B93           |
| Ledøje-Smørum      | Danmarksserien  | 1. runde     | 2. runde   | AB            |
| Måløv              | Serie 2         | 1. runde     | 1. runde   | Fredensborg   |
| Rosenhøj           | Serie 2         | 1. runde     | 1. runde   | Ledøje-Smørum |
| Taastrup FC        | Danmarksserien  | 1. runde     | 1. runde   | NB Bornholm   |
| VB 1968            | Serie 1         | 1. runde     | 2. runde   | Fremad Amager |

## Første runde
I turneringens første runde er holdene opdelt i en Vest- og Øst-pulje. I Vestpuljen deltager 50 hold, der igen er opdelt i tre puljer, "Nord-puljen", "Midt-puljen" og "Syd/Fyn-puljen". Østpuljen består af 45 hold, der er opdelt i to puljer "Sjælland/Lolland/Falster-puljen" og "Sjælland/København/Bornholm-puljen".
Lodtrækningen fandt sted fredag den 23. juni 2016.

### Vest, Nord
| 9. august 2016 18:30 |

| IF Skjold Sæby (4) | 0 - 3     | Nørresundby (5)                                                        |
| ------------------ | --------- | ---------------------------------------------------------------------- |
|                    | Kampfakta | Peter Stokholm 32' · Kasper Knudsen 57' · Nick Vinstrup Svendsen 75' · |

| Sparekassen Vendsyssel Arena, Sæby Dommer: Patrick Remon Andersen |

| 9. august 2016 18:30 |

| NUBI (7)                                                                                            | 4 - 5 (e.f.s.) | Jammerbugt FC (3)                                                                              |
| --------------------------------------------------------------------------------------------------- | -------------- | ---------------------------------------------------------------------------------------------- |
| Jes Rødhus 1' · Mathias Borregaard Carlsen 69' · Mikkel Christensen 89' · John Martin Sørensen 116' | Kampfakta      | Tommy Okello 18' · Simon Studsgaard Knudsen 20' · Victor Rafael 76', 112' · Rune Larsen 100' · |

| NUBI's Stadion, Nørresundby Dommer: Henrik Overgaard |

| 9. august 2016 18:30 |

| Aalborg Freja (5)       | 1 - 1 (e.f.s) | Thisted (3)          |
| ----------------------- | ------------- | -------------------- |
| Chris Jensen 42' (str.) | Kampfakta     | Sonny Jakobsen 31' · |

| Frejaparken, Aalborg Dommer: Chris Johansen |

|  |       | Straffesparkskonkurrence |
|  | 4 - 3 |                          |

| 10. august 2016 18:30 |

| Birkelse (5) | 0 - 9     | Vendsyssel FF (2)                                                                                            |
| ------------ | --------- | --- |
|              | Kampfakta | Brandao 7', 28' · Moses Opondo 8', 50' · Tiago Leonco 30' (str.) · Nicolas Bøgild 67' · Chris Sørensen 76' · |

| J.L. Biler Arena, Aabybro Dommer: Tinna Høj Christensen |

| 10. august 2016 18:30 |

| Løgstør (5) | 0 - 4     | Skive (2)                                                                   |
| ----------- | --------- | --------------------------------------------------------------------------- |
|             | Kampfakta | Jeppe Bjerregaard 28' · Mads Lykke Eriksen 50', 90' · Oliver Pedersen 70' · |

| Løgstør Stadion, Løgstør Dommer: Michael V. Jensen |

### Vest, Midt
| 9. august 2016 18:30 |

| Silkeborg KFUM (6)                                    | 2 - 6     | Brabrand (3)                                                                                               |
| ----------------------------------------------------- | --------- | --- |
| Mads Bjerregaard Andersen 4' · Christian Pedersen 71' | Kampfakta | Morten Peipinen 24' · Mike Kaljo 44', 70' · Kenan Hajdarevic 48' · Orhun Özturk 73' · Mads Rosenberg 82' · |

| Søholt Idrætspark, Silkeborg Dommer: Jens Maae |

| 9. august 2016 18:30 |

| Vatanspor (4)    | 1 - 5     | Odder (3)                                                                                                |
| ---------------- | --------- | --- |
| Fatih Ceylan 75' | Kampfakta | Mikkel Bresløv Larsen 25', 30' · Simon Brink Rasmussen 50' · Kasper Mikkelsen 61' · Simon Skibsted 86' · |

| Sødalskolen, Brabrand Dommer: Morten Krogh |

| 9. august 2016 18:30 |

| Aarhus Fremad (3)    | 1 - 1 (e.f.s) | VSK Aarhus (3)         |
| -------------------- | ------------- | ---------------------- |
| Mathias Valentin 25' | Kampfakta     | Oscar Scott Carl 61' · |

| Riisvangen Stadion, Aarhus Dommer: Jakob Kehlet |

|  |       | Straffesparkskonkurrence |
|  | 4 - 5 |                          |

| 9. august 2016 18:30 |

| Ringkøbing (4) | 0 - 2     | Hobro (2)                                        |
| -------------- | --------- | ------------------------------------------------ |
|                | Kampfakta | Sebastian Andersen 31' · Wilfried Domoraud 76' · |

| Green Arena, Ringkøbing Dommer: Michael Tykgaard |

| 9. august 2016 19.00 |

| Holstebro (4)                                                                    | 3 - 5 (e.f.s) | Lyseng (4)                                                                                 |
| -------------------------------------------------------------------------------- | ------------- | ------------------------------------------------------------------------------------------ |
| Mikkel Richardt Mortensen 47' · Patrick Damkjær 76' · Casper Krarup Petersen 90' | Kampfakta     | Stefan Stokvad 70' · Frederik Kolling 73', 77' · Frederik Brochstedt Pedersen 111', 116' · |

| Holstebro Idrætspark, Holstebro Dommer: Mathias Kræmer |

| 10. august 2016 18:30 |

| Brædstrup (5) | 0 - 3     | Lystrup (4)                                                     |
| ------------- | --------- | --------------------------------------------------------------- |
|               | Kampfakta | Mike Rohde 43' · Jeppe Christensen 63' · Steffen Sørensen 75' · |

| Brædstrup Stadion, Brædstrup Dommer: Bjarke Bruun |

| 10. august 2016 18:30 |

| Christiansbjerg (6) | 0 - 9     | Kjellerup (3) |
| ------------------- | --------- | --- |
|                     | Kampfakta | Simon Stjernholm Pedersen 9' (selvmål) · Kenneth Nielsen 21' · Martin Svendsen 26' · Mikkel Dahl 41', 56', 58' · Kristoffer Lind 77' · Mathias Gertsen 86' · |

| CIF's anlæg, Aarhus Dommer: Allan Staal |

| 10. august 2016 18:30 |

| Tarm (6)             | 1 - 3     | AC Horsens (1)                                   |
| -------------------- | --------- | ------------------------------------------------ |
| Lasse Kristensen 79' | Kampfakta | Kjartan Finnbogason 5', 24' · Jonas Gemmer 56' · |

| Tarm Stadion, Tarm Dommer: Jørgen Daugbjerg Burchardt |

| 10. august 2016 18:30 |

| Aabyhøj (5)                                        | 2 - 0     | FC Skanderborg (4) |
| -------------------------------------------------- | --------- | ------------------ |
| Alexander Aharonian 49' · Marc Lindhard Jensen 64' | Kampfakta |                    |

| Aabyhøj Stadion, Aabyhøj Dommer: Mikkel Redder |

### Vest, Syd/Fyn
| 9. august 2016 18:30 |

| B1913 (4) | 0 - 4     | Kolding IF (3)                                                         |
| --------- | --------- | ---------------------------------------------------------------------- |
|           | Kampfakta | Rune Nautrup 10', 84' · André Jepsen 37' · Bogi Reinert Petersen 54' · |

| Campus Road, Odense Dommer: Morten Bertelsen |

| 9. august 2016 18:30 |

| Morud (5)                                                   | 3 - 5 (e.f.s) | Otterup (5)                                                                           |
| ----------------------------------------------------------- | ------------- | ------------------------------------------------------------------------------------- |
| Emil Zygmunt Feddersen · Jacob Thomsen · Kristian Kaspersen | Kampfakta     | Emil Høstrup · Jeppe Egdal Davidsen · Sebastian Roed Andersen · Nikolaj Gjettermann · |

| VVS Fyn Arena, Morud Dommer: Midhat Sulejmanovic |

| 9. august 2016 18:30 |

| Nr. Aaby (6)             | 1 - 6     | Dalum (3) |
| ------------------------ | --------- | --- |
| Emil Hauge Mortensen 63' | Kampfakta | Rune Corfitzen 11' · Tais Holm Christensen 49', 53' · René Hansen 56', 59' · Frank Michael Nielsen 77' (str.) · |

| Nørre Aaby Idrætspark, Nørre Aaby Dommer: Paw Johansen |

| 9. august 2016 18:30 |

| OKS (5)                           | 2 - 1     | Næsby (3)           |
| --------------------------------- | --------- | ------------------- |
| Frederik Cappelen 72', 75' (str.) | Kampfakta | Anders Lagoni 82' · |

| OKSON-Park, Odense Dommer: Martin Outzen |

| 9. august 2016 18:30 |

| Aarslev (5) | 0 - 2     | Marienlyst (3)                                       |
| ----------- | --------- | ---------------------------------------------------- |
|             | Kampfakta | Christian Krøll Rasmussen 20' · Esben Petersen 65' · |

| Netplan Arena, Aarslev Dommer: Søren Stagaard |

| 10. august 2016 18:30 |

| B1909 (5)               | 1 - 0     | FC Sønderborg (4) |
| ----------------------- | --------- | ----------------- |
| Mathias Munk 76' (str.) | Kampfakta |                   |

| B1909's anlæg, Odense Dommer: Allan Rørdahl Borgstrøm |

| 10. august 2016 18:30 |

| FC Svendborg (3)   | 1 - 4     | FC Fredericia (2)                                                                                        |
| ------------------ | --------- | --- |
| Martin Høgstad 39' | Kampfakta | Mathias Jacobsen 37' · Oliver Feldballe 76' (str.) · Mikkel Knudsen 89' · Frans Dhia Putros 90' (str.) · |

| Høje Bøge Stadion, Svendborg Dommer: Peter Rasmussen |

| 10. august 2016 18:30 |

| Flemløse/Hårby (6)                     | 2 - 1 (e.f.s) | Sædding/Guldager (5) |
| -------------------------------------- | ------------- | -------------------- |
| Nichlas Jensen 90' · Jacob Hansen 101' | Kampfakta     | Mikkel Knudsen 47' · |

| Hårby Stadion, Haarby Dommer: Midhat Sulejmanovic |

| 10. august 2016 18:30 |

| Varde (4) | 1 - 0     | Marstal/Rise (5) |
| --------- | --------- | ---------------- |
| Holm 65'  | Kampfakta |                  |

| Sydbank Stadion, Varde Dommer: Henrik Hansen |

| 11. august 2016 18:30 |

| Middelfart (3) | 0 - 1     | Esbjerg (1)  |
| -------------- | --------- | ------------ |
|                | Kampfakta | Nielsen 4' · |

| Middelfart Stadion, Middelfart Dommer: Mads-Kristoffer Kristoffersen |

| 16. august 2016 18:15 |

| Tjæreborg (6) | 1 - 3     | Vejle (2)                               |
| ------------- | --------- | --------------------------------------- |
| Jensen 20'    | Kampfakta | Alvarez 6' · Schoop 43' · Elgaard 63' · |

| Esbjerg Idrætspark, Esbjerg Dommer: Morten Krogh |

### Øst, Sjælland/Lolland/Falster
| 9. august 2016 18:30 |

| FC Nakskov (6) | 0 - 5     | Holbæk (3)                                                                            |
| -------------- | --------- | ------------------------------------------------------------------------------------- |
|                | Kampfakta | Billeskov 26' · Sjørslev 30', 59' · Serinkanli 61' (str.) · Rasmussen 90' (selvmål) · |

| OK+ Stadion, Nakskov Dommer: Kenneth Sørensen |

| 9. august 2016 18:30 |

| Horslunde (6)           | 2 - 3     | Døllefjelde Musse (5)                      |
| ----------------------- | --------- | ------------------------------------------ |
| Andersen 32' · Dara 60' | Kampfakta | Andreasen 2' · Latocha 80' · Knudsen 87' · |

| Horslunde Stadion, Horslunde Dommer: Martin Køster |

| 9. august 2016 18:30 |

| Jyderup (7) | 1 - 7     | KFUM Roskilde (4)                                                       |
| ----------- | --------- | ----------------------------------------------------------------------- |
| Eriksen 7'  | Kampfakta | Olsen 25', 77' (str.) · Nagel 35' · Juhl 65', 81' · Andersen 68', 88' · |

| Jyderup Stadion, Jyderup Dommer: Nicolai Mossing Madsen |

| 10. august 2016 18:30 |

| Karlslunde (4) | 0 - 2     | HB Køge (2)                          |
| -------------- | --------- | ------------------------------------ |
|                | Kampfakta | Ghani 90' (selvmål) · Andersen 90' · |

| Karlslunde Stadion, Karlslunde Dommer: Jesper Nielsen |

| 10. august 2016 18:30 |

| Maribo (6) | 0 - 4     | FC Roskilde (2)                     |
| ---------- | --------- | ----------------------------------- |
|            | Kampfakta | Buch 12', 66' · Andersen 15', 36' · |

| MB's anlæg, Maribo Dommer: Jakob A. Sundberg |

| 16. august 2016 18:15 |

| Herlufsholm (4) | 0 - 4     | Nykøbing FC (2)                                        |
| --------------- | --------- | ------------------------------------------------------ |
|                 | Kampfakta | Bertelsen 37' · Bonde 40' · Kaalund 53' · Berner 78' · |

| Herlufsholm Stadion, Næstved Dommer: Kasper Madsen |

Næstved er oversidder i 1. runde.

### Øst, Sjælland/København/Bornholm
| 9. august 2016 17:00 |

| NB Bornholm (5)                          | 2 - 1     | Taastrup FC (4)                    |
| ---------------------------------------- | --------- | ---------------------------------- |
| Kacper Stukonis 64' · Lasse Andersen 79' | Kampfakta | Christian Soelberg 74' (selvmål) · |

| Nexø Stadion, Nexø Dommer: Danny V. Nielsen |

| 9. august 2016 18:30 |

| Frederiksværk (7) | 1 - 0     | Brønshøj (3) |
| ----------------- | --------- | ------------ |
| Rasmus Borre 6'   | Kampfakta |              |

| Frederiksværk Stadion, Frederiksværk Dommer: Anders Skjødt Petersen |

| 9. august 2016 18:30 |

| IF Føroyar (6)               | 1 - 2 (e.f.s) | VB 1968 (6)                                    |
| ---------------------------- | ------------- | ---------------------------------------------- |
| Christian Høgni Jacobsen 11' | Kampfakta     | Ali Samir El-Khatib 82' · Brian Nielsen 106' · |

| Kløvermarken, København Dommer: Benjamin Leander |

| 9. august 2016 18:30 |

| IF Skjold Birkerød (5)                       | 2 - 0     | Jægersborg (4) |
| -------------------------------------------- | --------- | -------------- |
| Rasmus Garly Hansen 5' · Frederik Madsen 86' | Kampfakta |                |

| Birkerød Stadion, Birkerød Dommer: Lars Christoffersen |

| 9. august 2016 18:30 |

| Måløv (7) | 0 - 6     | Fredensborg (3)                                                                                         |
| --------- | --------- | --- |
|           | Kampfakta | Kevin Schmidt 6' · Austin Smith 31', 84' · Mads Falck 33' · John Frederiksen 74' · Mads Brøndberg 80' · |

| Måløv Idrætspark, Måløv Dommer: Jakob A. Sundberg |

| 9. august 2016 18:30 |

| Rosenhøj (7)             | 1 - 3     | Ledøje-Smørum (4)                                                                |
| ------------------------ | --------- | -------------------------------------------------------------------------------- |
| Jesper Rask Pedersen 64' | Kampfakta | Emil Scott Rasmussen 48' · Marc Lind Jørgensen 63' · Dennis Lind Jørgensen 90' · |

| Sønderkærskolen, Hvidovre Dommer: Thomas Dahl Strandberg |

| 9. august 2016 18:30 |

| Tårnby FF (5)                                         | 3 - 2     | Fremad Valby (4)                           |
| ----------------------------------------------------- | --------- | ------------------------------------------ |
| Martin Bernburg 18' · Patrick Sandby Knudsen 36', 83' | Kampfakta | Mads Thomsen 15' · Nicklas Jørgensen 88' · |

| Vestamager Idrætsanlæg, Tårnby Dommer: Casper Thorsøe Jr. |

| 9. august 2016 18:30 |

| Vanløse (4)                                                                       | 3 - 4     | Frem (3)                                                                 |
| --------------------------------------------------------------------------------- | --------- | ------------------------------------------------------------------------ |
| Emil Carlsen 80' · Christian Stokholm 81' (selvmål) · Mohamad Fakhri Al-Naser 90' | Kampfakta | Daniel Holm 25' · Mikkel Antonsson 53', 56' · Daniel Elly Pedersen 64' · |

| Vanløse Idrætspark, Vanløse Dommer: Peter Kjærsgaard |

| 10. august 2016 18:30 |

| Avedøre (4)           | 1 - 3     | B1908 (4)                                                 |
| --------------------- | --------- | --------------------------------------------------------- |
| Simon Boe Nielsen 90' | Kampfakta | Valdemar Brockdorff 16' · Kristian D. Larsen 21' (str.) · |

| Avedøre Stadion, Hvidovre Dommer: Yasin Seker |

| 10. august 2016 18:30 |

| B93 (3)                                                     | 3 - 1     | AB Tårnby (4)            |
| ----------------------------------------------------------- | --------- | ------------------------ |
| Omar Roshani 31' · Nicklas Granzow 72' · Tarik Mourhrib 90' | Kampfakta | Ivan Christijansen 76' · |

| Østerbro Stadion, København Dommer: Benjamin Leander |

| 10. august 2016 18:30 |

| Ballerup-Skovlunde (5) | 1 - 4     | Skovshoved (4)                                      |
| ---------------------- | --------- | --------------------------------------------------- |
| Alexander Petersen 53' | Kampfakta | Simon Bræmer 44' (str.) · Nicolai Vallys 63', 67' · |

| Ballerup Idrætspark, Ballerup Dommer: Benjamin Helm Svedborg |

| 10. august 2016 18:30 |

| Fremad Amager (2)                           | 2 - 1     | Avarta (3)                |
| ------------------------------------------- | --------- | ------------------------- |
| Christian Groth Møller 20' · Rune Friis 87' | Kampfakta | Marko Radosavljevic 63' · |

| Sundby Idrætspark, København Dommer: Anders Poulsen |

| 10. august 2016 18:30 |

| GVI (4)                              | 2 - 2 (e.f.s) | HIK (3)                                       |
| ------------------------------------ | ------------- | --------------------------------------------- |
| Morten Lund 24' · Mathias Veltz 100' | Kampfakta     | Alexander Green 20' · Lucas Ravn-Hansen 94' · |

| Nymosen, Gentofte Dommer: Simon Rosenlund |

|  |       | Straffesparkskonkurrence |
|  | 5 - 6 |                          |

| 10. august 2016 18:30 |

| Herlev (4)                                        | 2 - 3 (e.f.s) | Hvidovre (3)                                                                                  |
| ------------------------------------------------- | ------------- | --------------------------------------------------------------------------------------------- |
| Miran Makusuti 17' · Christopher Grube Jensen 19' | Kampfakta     | Mikkel R. Rasmussen 48' · Martin Nielsen 75' · Lucas Ravn-Hansen 94' · Frederik Simson 118' · |

| Herlev Stadion, Herlev Dommer: Jonas Hansen |

| 10. august 2016 20:00 |

| FC Græsrødderne (8) | 1 - 2     | AB (2)                  |
| ------------------- | --------- | ----------------------- |
| Klaus Lykke 90'     | Kampfakta | Lars Brøgger 65', 69' · |

| Gentofte Stadion, Gentofte Dommer: Peter Munch Larsen |

| 16. august 2016 18:15 |

| CSC (6)                              | 2 - 6     | FC Helsingør (2)                                                                      |
| ------------------------------------ | --------- | ------------------------------------------------------------------------------------- |
| 15' (selvmål) · Mikkel Bertelsen 73' | Kampfakta | Martin Koch 11', 56', 71' · Jonathan Nielsen 32' · Ricki Olsen 44' · Felix Brun 90' · |

| Kløvermarken, København Dommer: Jonas Hansen |

## Anden runde
I 2. runde træder nummer 5-10 fra Superligaen 2015-16 og nummer 1 og 2 fra 1. division 2015-16 ind i DBU Pokalen og sammen med de 48 vindere fra 1. runde, vil der være 56 hold.
Holdene deles op i 2 lige store puljer, hhv. Øst og Vest. Da der var flere Vest-hold end Øst-hold, er de tre fynske hold, Dalum, Marienlyst og Otterup blevet rykket over i Øst-puljen.
Kampene spilles enten d. 30. august eller 31. august 2016. Lodtrækningen tilrettelægges således, at klubberne i Superligaen ikke kunne møde hinanden, samt så vidt muligt således, at klubberne udenfor Herre-DM ikke kunne møde hinanden.
Lodtrækningen fandt sted fredag d. 12. august 2016.

### Vest
| 30. august 2016 17:30 |

| Kjellerup (3)              | 2 - 0     | Odder (3) |
| -------------------------- | --------- | --------- |
| Lasse Buch Møberg 38', 50' | Kampfakta |           |

| Bjergets Idrætsanlæg, Kjellerup Dommer: Esad Deronjic |

| 30. august 2016 17:30 |

| Varde (4)         | 1 - 2     | Jammerbugt FC (3)                          |
| ----------------- | --------- | ------------------------------------------ |
| Dogan Özcelik 15' | Kampfakta | Christian Rye 23' · Nicklas Sørensen 30' · |

| Sydbank Stadion, Varde Dommer: Aydin Uslu |

| 30. august 2016 17:30 |

| VSK Aarhus (3)                                                                       | 4 - 3 (e.f.s) | Kolding IF (3)                                                       |
| ------------------------------------------------------------------------------------ | ------------- | -------------------------------------------------------------------- |
| Henrik Brodersen 35', 52' · Marcus Sloth Jørgensen 73' · Christian Heegaard Dam 114' | Kampfakta     | Rune Nautrup 65' · Lennart Nielsen 79' · Martin Hedager Jensen 82' · |

| Vejlby/Risskov Centret, Risskov Dommer: Bjarke Bruun |

| 30. august 2016 17:30 |

| Aabyhøj (5) | 0 - 9     | Silkeborg (1) |
| ----------- | --------- | --- |
|             | Kampfakta | Nicklas Helenius 9', 64' · Andreas Albers 12' · Mikkel Vendelbo 18' · Emil Lyng 30', 80' · Emil Scheel 37' · Frank Hansen 75' · Nicolaj Agger 81' · |

| Aabyhøj Stadion, Aabyhøj Dommer: Jakob Kehlet |

| 31. august 2016 17:00 |

| Lyseng (4)      | 1 - 4 (e.f.s) | AC Horsens (1)                                                            |
| --------------- | ------------- | ------------------------------------------------------------------------- |
| Jeppe Strynø 1' | Kampfakta     | Kim Aabech 89' · André Bjerregaard 95', 105' · Kjartan Finnbogason 114' · |

| Lyseng Idrætsanlæg, Højbjerg Dommer: Sandi Putros |

| 31. august 2016 17:30 |

| B1909 (5) | 0 - 6     | Skive (2)                                                                     |
| --------- | --------- | ----------------------------------------------------------------------------- |
|           | Kampfakta | Jesper Henriksen 19', 31', 65' · Andreas Kock 36' · Jeppe Mogensen 55', 57' · |

| B1909's anlæg, Odense Dommer: Allan Staal |

| 31. august 2016 17:30 |

| Flemløse/Hårby (6) | 0 - 5     | Esbjerg (1)                                                                    |
| ------------------ | --------- | ------------------------------------------------------------------------------ |
|                    | Kampfakta | Awer Mabil 12', 86' · Robin Söder 67' · Leon Jessen 18' · Jacob Sørensen 89' · |

| Flemløse Stadion, Glamsbjerg Dommer: Jørgen Daugbjerg Burchardt |

| 31. august 2016 17:30 |

| Lystrup (4)                                   | 2 - 6     | Randers FC (1)                                                                         |
| --------------------------------------------- | --------- | -------------------------------------------------------------------------------------- |
| Mikkel Nygaard 41' · Nicolai Jenning Bach 90' | Kampfakta | Mikael Ishak 14' · Marvin Pourié 32', 42', 48' · Edgar Babayan 35' · Erik Marxen 63' · |

| Lystrup Idrætsanlæg, Lystrup Dommer: Chris Johansen |

| 31. august 2016 17:30 |

| OKS (5) | 0 - 2     | Viborg (1)                          |
| ------- | --------- | ----------------------------------- |
|         | Kampfakta | Jeppe Curth 62' · Serge Deble 72' · |

| OKSON-Park, Odense Dommer: Peter Rasmussen |

| 31. august 2016 17:30 |

| Aalborg Freja (5) | 0 - 5     | AGF (1)                                                                                  |
| ----------------- | --------- | ---------------------------------------------------------------------------------------- |
|                   | Kampfakta | Simon Gasberg 72' (selvmål) · Danny Olsen 5', 40' · Morten 'Duncan' Rasmussen 18', 43' · |

| Ceres Park, Aarhus Dommer: Morten Krogh |

| 7. september 2016 17:30 |

| Brabrand (3)                               | 2 - 4     | FC Fredericia (2)                                                                            |
| ------------------------------------------ | --------- | -------------------------------------------------------------------------------------------- |
| Mike Kaljo 18' · Nichlas Ørbæk Knudsen 84' | Kampfakta | Mads Raben 10' · Christian Nissen 36' · Mathias Hebo Rasmussen 40' · Frans Dhia Putros 46' · |

| Brabrand Idrætsanlæg, Brabrand Dommer: Henrik Overgaard |

| 7. september 2016 17:30 |

| Nørresundby (5)         | 1 - 5     | AaB (1)                                                                                         |
| ----------------------- | --------- | ----------------------------------------------------------------------------------------------- |
| Rasmus Højer 84' (str.) | Kampfakta | Markus Holgersson 25' · Thomas Enevoldsen 42', 48' · Sebastian Grønning 59' · Jannik Pohl 89' · |

| Lundholm Høje Stadion, Nørresundby Dommer: Mads-Kristoffer Kristoffersen |

| 7. september 2016 17:30 |

| Vendsyssel FF (2)                     | 2 - 0     | Hobro (2) |
| ------------------------------------- | --------- | --------- |
| Tiago Leonco 7' · Thomas Dalgaard 45' | Kampfakta |           |

| Bredbånd Nord Arena, Hjørring Dommer: Mikkel Redder |

| 7. september 2016 20:15 |

| Vejle (2) | 0 - 4     | OB (1)                                                                  |
| --------- | --------- | ----------------------------------------------------------------------- |
|           | Kampfakta | Rasmus Jönsson 28', 59' · Rasmus Festersen 44' · Thomas Mikkelsen 85' · |

| Vejle Stadion, Vejle Dommer: Morten Krogh |

### Øst
| 30. august 2016 16:15 |

| NB Bornholm (5) | 0 - 4     | Frem (3)                                                           |
| --------------- | --------- | ------------------------------------------------------------------ |
|                 | Kampfakta | Mallik Conradsen 62', 76' · Daniel Holm 73' · Mark Sundstrup 89' · |

| Nexø Stadion, Nexø Dommer: Martin Køster |

| 30. august 2016 17:30 |

| Dalum (3) | 0 - 1     | Holbæk (3)           |
| --------- | --------- | -------------------- |
|           | Kampfakta | Malte Sjørslev 41' · |

| Dalum Stadion, Odense Dommer: Paw Johansen |

| 30. august 2016 17:30 |

| IF Skjold Birkerød (5) | 0 - 3     | HIK (3)                                                                  |
| ---------------------- | --------- | ------------------------------------------------------------------------ |
|                        | Kampfakta | Andreas Ravn Nielsen 35' · Andreas Kiel Smed 46' · Alexander Green 83' · |

| Birkerød Stadion, Birkerød Dommer: Jesper Nielsen |

| 30. august 2016 17:30 |

| KFUM Roskilde (4) | 1 - 4     | B93 (3)                                                  |
| ----------------- | --------- | -------------------------------------------------------- |
| Emre Selvi 81'    | Kampfakta | Sebastian Czajkowski 36', 44' · Nicolai Olsen 47', 85' · |

| Lillevang Idrætscenter, Roskilde Dommer: Benjamin Willaume-Jantzen |

| 30. august 2016 17:30 |

| Ledøje-Smørum (4)             | 2 - 7     | AB (2) |
| ----------------------------- | --------- | --- |
| Jacob Lind Jørgensen 66', 72' | Kampfakta | Jonas Henriksen 9' · William Kvist 15' · Emil Holten 38' · Jabar Sharza 40', 46' · Lars Brøgger 63', 90' · |

| Ledøje Idrætscenter, Smørum Dommer: Anders Poulsen |

| 30. august 2016 17:30 |

| Otterup (5) | 0 - 4     | Hvidovre (3)                                                                      |
| ----------- | --------- | --------------------------------------------------------------------------------- |
|             | Kampfakta | Frederik Simson 26' · Luca Dumic 41' · Louka Andreasen 43' · Martin Nielsen 55' · |

| Otterup Stadion, Otterup Dommer: Søren Stagaard |

| 30. august 2016 17:30 |

| Tårnby FF (5)       | 1 - 4     | FC Nordsjælland (1)                                      |
| ------------------- | --------- | -------------------------------------------------------- |
| Martin Bernburg 90' | Kampfakta | Godsway Donyoh 8' · Adnan Yaqoob 73' · Divine Naah 90' · |

| Vestamager Idrætsanlæg, Kastrup Dommer: Michael Johansen |

| 31. august 2016 17:30 |

| B1908 (4)              | 1 - 5     | Marienlyst (3) |
| ---------------------- | --------- | --- |
| Kristian D. Larsen 66' | Kampfakta | Christian Krøll Rasmussen 3' · Rasmus Dyrløv Madsen 35' · Mark Kongstedt 60' · Bilal Naser 68' · Lasse Thomsen 81' · |

| Sundby Idrætspark, København Dommer: Thomas Dahl Strandberg |

| 31. august 2016 17:30 |

| Fredensborg (3) | 0 - 4     | FC Helsingør (2)                               |
| --------------- | --------- | ---------------------------------------------- |
|                 | Kampfakta | Mads Aaquist 13', 81' · Martin Koch 15', 30' · |

| Fredensborg Stadion, Fredensborg Dommer: Jonas Hansen |

| 31. august 2016 17:30 |

| Frederiksværk (7) | 1 - 3     | Lyngby (1)              |
| ----------------- | --------- | ----------------------- |
| Nielsen 82'       | Kampfakta | Gytkjær 18', 24', 25' · |

| Frederiksværk Stadion, Frederiksværk Dommer: Lars Christoffersen |

| 31. august 2016 17:30 |

| VB 1968 (6) | 0 - 2     | Fremad Amager (2)          |
| ----------- | --------- | -------------------------- |
|             | Kampfakta | Mortesen 38' · Kaagh 60' · |

| Skovbrynet Skole, Bagsværd Dommer: Benjamin Leander |

| 5. september 2016 18:30 |

| Nykøbing FC (2)         | 2 - 2 (e.f.s) | Næstved (2)                    |
| ----------------------- | ------------- | ------------------------------ |
| Jensen 67' · Wagner 82' | Kampfakta     | Illum 14' · Mertz 18' (str.) · |

| Nykøbing Falster Idrætspark, Nykøbing Falster Dommer: Benjamin Willaume-Jantzen |

|  |       | Straffesparkskonkurrence |
|  | 3 - 4 |                          |

| 7. september 2016 17:30 |

| Døllefjelde Musse (5) | 0 - 3     | HB Køge (2)                                       |
| --------------------- | --------- | ------------------------------------------------- |
|                       | Kampfakta | Arrocha 8' · Wolhgemuth 24' (str.) · Krdzic 41' · |

| DMI's anlæg, Døllefjelde Musse Dommer: Kenneth Sørensen |

| 7. september 2016 17:30 |

| Skovshoved (4) | 1 - 3     | FC Roskilde (2)                         |
| -------------- | --------- | --------------------------------------- |
| Bræmer 39'     | Kampfakta | Pedersen 1' · Nielsen 55' · Storm 87' · |

| Skovshoved Idrætspark Dommer: Jakob A. Sundberg |

## Tredje runde
I 3. runde træder nummer 1-4 fra Superligaen 2015-16 ind i DBU Pokalen og sammen med de 28 vindere fra 2. runde vil der være 32 hold.
Lodtrækningen tilrettelagdes således, at klubberne i Superligaen ikke kunne møde hinanden, samt så vidt muligt således, at klubberne udenfor Herre-DM ikke kunne møde hinanden.
Lodtrækningen fandt sted fredag d. 9. september 2016.
| 11. oktober 2016 18:15 |

| HIK (3)  | 1 - 3 (e.f.s) | Randers FC (1)                     |
| -------- | ------------- | ---------------------------------- |
| Lau 105' | Kampfakta     | Pourié 95', 99' · Allansson 112' · |

| Gentofte Stadion, Gentofte Tilskuere: 685 Dommer: Lars Christoffersen |

| 12. oktober 2016 19:00 |

| Skive IK (2) | 1 - 3 (e.f.s) | Silkeborg IF (1)                      |
| ------------ | ------------- | ------------------------------------- |
| Pedersen 64' | Kampfakta     | Albers 90' · Agger 109' · Lyng 117' · |

| Spar Nord Arena, Skive Tilskuere: 906 Dommer: Sandi Putros |

| 13. oktober 2016 19:00 |

| B.93 (3)  | 1 - 0     | Esbjerg fB (1) |
| --------- | --------- | -------------- |
| Ogude 87' | Kampfakta |                |

| Østerbro Stadion, København Tilskuere: 432 Dommer: Peter Kjærsgaard |

| 19. oktober 2016 19:00 |

| Vendsyssel FF (2) | 2 - 1     | OB (1)         |
| ----------------- | --------- | -------------- |
| Brandão 59', 69'  | Kampfakta | Jacobsen 24' · |

| Bredbånd Nord Arena, Hjørring Tilskuere: 1.153 Dommer: Michael Tykgaard |

| 25. oktober 2016 15:15 |

| Kjellerup IF (3)                                      | 4 - 3 (e.f.s) | Lyngby BK (1)                            |
| ----------------------------------------------------- | ------------- | ---------------------------------------- |
| Nielsen 57' · Lind 77' · Dahl 87' · Bang Nielsen 110' | Kampfakta     | Rise 14' · Rasmussen 19' · Odgaard 31' · |

| Bjergets Idrætsanlæg, Kjellerup Tilskuere: 512 Dommer: Mads-Kristoffer Kristoffersen |

| 25. oktober 2016 18:30 |

| Hvidovre IF (3) | 0 - 2     | SønderjyskE (1)  |
| --------------- | --------- | ---------------- |
|                 | Kampfakta | Kløve 89', 90' · |

| Kæmpernes Arena, Hvidovre Tilskuere: 485 Dommer: Jørgen Daugbjerg Burchardt |

| 26. oktober 2016 15:15 |

| FC Helsingør (2) | 0 - 1     | AC Horsens (1)  |
| ---------------- | --------- | --------------- |
|                  | Kampfakta | Jespersen 38' · |

| Helsingør Stadion, Helsingør Tilskuere: 503 Dommer: Anders Poulsen |

| 26. oktober 2016 15:15 |

| VSK Aarhus (3) | 0 - 1     | AaB (1)        |
| -------------- | --------- | -------------- |
|                | Kampfakta | Børsting 55' · |

| Vejlby/Risskov Centret, Risskov Tilskuere: 677 Dommer: Jakob Kehlet |

| 26. oktober 2016 17:30 |

| Jammerbugt FC (3) | 1 - 6     | FC København (1)                                                            |
| ----------------- | --------- | --------------------------------------------------------------------------- |
| Jensen 69'        | Kampfakta | Keita 4' · Falk 29' · Roerslev 46' · Kristoffersen 58' · Røjkjær 79', 82' · |

| Nordjyske Arena, Aalborg Tilskuere: 651 Dommer: Jens Maae |

| 26. oktober 2016 19:00 |

| FC Roskilde (2)          | 2 - 1     | FC Fredericia (2)   |
| ------------------------ | --------- | ------------------- |
| Storm 16' · Lindberg 49' | Kampfakta | Putros 77' (str.) · |

| Roskilde Idrætspark, Roskilde Tilskuere: 713 Dommer: Jesper Nielsen |

| 26. oktober 2016 19:00 |

| Holbæk (3) | 1 - 3     | AGF (1)                                     |
| ---------- | --------- | ------------------------------------------- |
| Ustrup 30' | Kampfakta | Backman 19' · Junker 42' · Ikonomodis 90' · |

| SuRi Park, Holbæk Tilskuere: 740 Dommer: Sandi Putros |

| 26. oktober 2016 19:00 |

| Marienlyst (3) | 2 - 2 (e.f.s) | AB (2)                    |
| -------------- | ------------- | ------------------------- |
| Lærche 6', 35' | Kampfakta     | Thomsen 59' · Rohde 75' · |

| Marienlystcentret, Odense Tilskuere: 130 Dommer: Aydin Uslu |

|  |       | Straffesparkskonkurrence |
|  | 4 - 2 |                          |

| 26. oktober 2016 20:15 |

| Frem (3)   | 1 - 2     | Brøndby (1)                        |
| ---------- | --------- | ---------------------------------- |
| Camili 30' | Kampfakta | 'Greko' Jakobsen 14' · Pukki 82' · |

| Valby Idrætspark, Valby Tilskuere: 6.543 Dommer: Peter Kjærsgaard |

| 27. oktober 2016 19:45 |

| Fremad Amager (2) | 1 - 3     | FC Midtjylland (1)                       |
| ----------------- | --------- | ---------------------------------------- |
| Senoglu 82'       | Kampfakta | Duelund 34' · Olsson 58' · Onuachu 90' · |

| Sundby Idrætspark, København Tilskuere: 2.588 Dommer: Lars Christoffersen |

| 2. november 2016 19:00 |

| HB Køge (2)                            | 2 - 1     | Viborg (1)        |
| -------------------------------------- | --------- | ----------------- |
| Lazarevic 14' · Rochester Sørensen 24' | Kampfakta | Frederiksen 49' · |

| Castus Park, Herfølge Tilskuere: 452 Dommer: Morten Krogh |

| 2. november 2016 19:00 |

| Næstved IF (2)   | 1 - 0     | FC Nordsjælland (1) |
| ---------------- | --------- | ------------------- |
| Illum 62' (str.) | Kampfakta |                     |

| Euro Outlets Stadion, Næstved Tilskuere: 548 Dommer: Mads-Kristoffer Kristoffersen |

## Fjerde runde
Lodtrækningen fandt sted fredag d. 4. november 2016.
| 28. februar 2017 19:00 |

| Vendsyssel FF (2)                                 | 4 - 0     | HB Køge (2) |
| ------------------------------------------------- | --------- | ----------- |
| Gouriye 4', 38' · Meinhard Olsen 25' · Leonco 49' | Kampfakta |             |

| Bredbånd Nord Arena, Hjørring Tilskuere: 731 Dommer: Sandi Putros |

| 1. marts 2017 19:30 |

| B93 (3) | 0 - 3     | FC København (1)                    |
| ------- | --------- | ----------------------------------- |
|         | Kampfakta | Kristoffersen 23' · Kusk 27', 49' · |

| Telia Parken, København Tilskuere: 3.984 Dommer: Anders Poulsen |

| 2. marts 2017 19:30 |

| AaB (1)                                    | 5 - 0     | Silkeborg (1) |
| ------------------------------------------ | --------- | ------------- |
| Thellufsen 25', 38', 52', 79' · Flores 52' | Kampfakta |               |

| Nordjyske Arena, Aalborg Tilskuere: 3.912 Dommer: Mads-Kristoffer Kristoffersen |

| 7. marts 2017 17:45 |

| Kjellerup (3) | 0 - 3     | FC Midtjylland (1)                       |
| ------------- | --------- | ---------------------------------------- |
|               | Kampfakta | Bruninho 13' · Duelund 17' · Kroon 34' · |

| Mascot Park, Silkeborg Tilskuere: 1.321 Dommer: Jørgen Daugbjerg Buchardt |

| 8. marts 2017 17:45 |

| Marienlyst (3)      | 1 - 4     | Brøndby IF (1)                                      |
| ------------------- | --------- | --------------------------------------------------- |
| Petersen 37' (str.) | Kampfakta | Austin 20' · Crone 24' · Wilczek 32' · Kalmár 34' · |

| Brøndby Stadion, Brøndby Tilskuere: 3.102 Dommer: Lars Christoffersen |

| 8. marts 2017 19:00 |

| Næstved (2)                                                      | 3 - 2     | FC Roskilde (2)              |
| ---------------------------------------------------------------- | --------- | ---------------------------- |
| P. Nygaard Hansen 35' · S. Nygaard Hansen 45' · Christiansen 81' | Kampfakta | Lissau 34' · Jørgensen 75' · |

| Euro Outlet Stadion, Næstved Tilskuere: 479 Dommer: Michael Johansen |

| 15. marts 2017 18:00 |

| AC Horsens (1) | 1 - 3     | AGF (1)                |
| -------------- | --------- | ---------------------- |
| Tshiembe 7'    | Kampfakta | Junker 62', 81', 86' · |

| CASA Arena, Horsens Tilskuere: 2.271 Dommer: Michael Tykgaard |

| 15. marts 2017 18:00 |

| Randers FC (1)    | 1 - 0     | SønderjyskE (1) |
| ----------------- | --------- | --------------- |
| Pourie 15' (str.) | Kampfakta |                 |

| BioNutria Park, Randers Tilskuere: 2.608 Dommer: Jens Maae |

## Kvartfinaler
Lodtrækningen fandt sted fredag den 17. marts 2017.
| 5. april 2017 18:00 |

| Næstved (2)       | 1 - 2     | Vendsyssel FF (2)               |
| ----------------- | --------- | ------------------------------- |
| Bechmann Timm 19' | Kampfakta | Leonco 15' (str.) · Moses 76' · |

| Euro Outlets Stadion, Næstved Tilskuere: 674 Dommer: Lars Christoffersen |

| 5. april 2017 18:00 |

| AaB (1)                        | 2 - 3     | FC Midtjylland (1)             |
| ------------------------------ | --------- | ------------------------------ |
| Würtz 33' (str.) · Risgård 77' | Kampfakta | Onuachu 22', 29' · Novak 52' · |

| Aalborg Portland Park, Aalborg Tilskuere: 4.124 Dommer: Jakob Kehlet |

| 6. april 2017 19:30 |

| FC København (1)                | 2 - 1     | AGF (1)        |
| ------------------------------- | --------- | -------------- |
| Pavlovic 45' · Augustinsson 82' | Kampfakta | Spelmann 48' · |

| Telia Parken, København Tilskuere: 7.755 Dommer: Anders Poulsen |

| 13. april 2017 18:30 |

| Randers FC (1)         | 2 - 4 (e.f.s) | Brøndby (1)                                  |
| ---------------------- | ------------- | -------------------------------------------- |
| Bruhn 15' · Pourie 39' | Kampfakta     | Wilczek 5' · Mukhtar 89', 93' · Kalmar 97' · |

| BioNutria Park, Randers Tilskuere: 5.438 Dommer: Jørgen Daugbjerg Buchardt |

## Semifinaler
DBU har i denne sæson lavet en strukturændring i DBU Pokalen. Så i stedet for at semifinalerne spilles over to kampe, vil der kun blive spillet en kamp.
Der blev trukket lod den 7. april 2017.
| 27. april 2017 19:00 |

| Vendsyssel FF (2) | 0 - 2     | FC København (1)        |
| ----------------- | --------- | ----------------------- |
|                   | Kampfakta | Gregus 20' · Kusk 74' · |

| Bredbånd Nord Arena, Hjørring Tilskuere: 5.281 Dommer: Michael Tykgaard |

| 4. maj 2017 18:30 |

| FC Midtjylland (1)    | 1 - 2     | Brøndby (1)                |
| --------------------- | --------- | -------------------------- |
| J. Poulsen 29' (str.) | Kampfakta | Pukki 34' · Nørgaard 90' · |

| MCH Arena, Herning Tilskuere: 9.475 Dommer: Mads-Kristoffer Kristoffersen |

## Finale
| 25. maj 2016 17:00 |

| FC København (1)                   | 3 - 1     | Brøndby (1) |
| ---------------------------------- | --------- | ----------- |
| Cornelius 51', 85' · Santander 83' | Kampfakta | Pukki 61' · |

| Telia Parken, København Tilskuere: 32.140 Dommer: Jens Maae |